# Konkurs Piosenki Eurowizji 1965
10. Konkurs Piosenki Eurowizji 1965 został zorganizowany 20 marca 1965 w Neapolu przez włoskiego nadawcę publicznego Radiotelevisione italiana (Rai) dzięki zwycięstwie Giglioli Cinquetti, reprezentantki Włoch, w konkursie w 1964 roku.
Finał konkursu, który prowadziła Renata Mauro, wygrała France Gall, reprezentantka Luksemburga z utworem „Poupée de cire, poupée de son” Serge’a Gainsbourga, za który zdobyła łącznie 32 punkty.

## Lokalizacja
Konkursu przeprowadzono w Sala di Concerto della RAI, którą zbudowano na przełomie lat 50. i 60. XX wieku. Budynek znajduje się w Viale Marconi 9, w dystrykcie Fuorigrotta niedaleko Stadio San Paolo. W hali znajdują się trzy studia telewizyjne o łącznej powierzchni 1227 m².

## Kraje uczestniczące
W konkursie wzięła udział rekordowa liczba 18 krajów, w tym debiutująca Irlandia oraz powracająca po rocznej przerwie Szwecja. W stawce konkursowej pojawili się wykonawcy, którzy brali udział w poprzednich konkursach. Reprezentantka Hiszpanii Conchita Bautista uczestniczyła w finale konkursu w 1961, Vice Vukov z Jugosławii startował w konkursie w 1963, a Udo Jürgens z Austrii reprezentował kraj w finale konkursu w 1964.

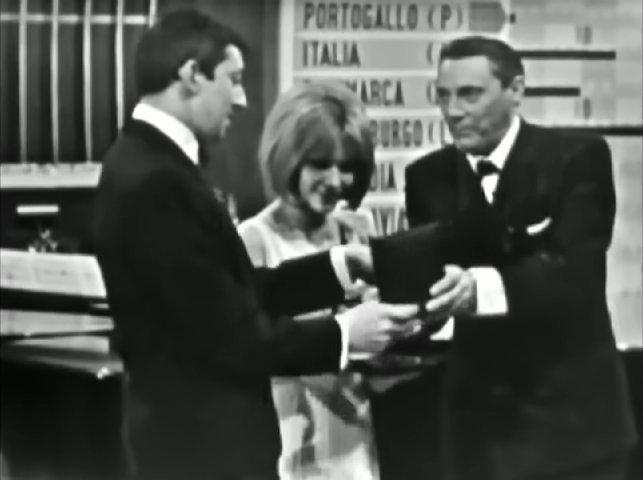
France Gall i Serge Gainsbourg z Luksemburga odbierają Grand Prix z rąk Mario del Monaco.

Każdemu reprezentantowi towarzyszyła orkiestra, którą kierował wyznaczony przez kraj dyrygent. Głównym dyrygentem konkursu był Gianni Ferrio, który dyrygował orkiestrą w trakcie występów reprezentacji Irlandii, Austrii i Włoch. Ponadto orkiestrze dyrygowali: Dolf van der Linden (Holandia), Eric Robinson (Wielka Brytania), Adolfo Ventas Rodríguez (Hiszpania), Alfred Hause (Niemcy), Øivind Bergh (Norwegia), Gaston Nuyts (Belgia), Raymond Bernard (Monako), William Lind (Szwecja), Franck Pourcel (Francja), Fernando de Carvalho (Portugalia), Arne Lamberth (Dania), Alain Goraguer (Luksemburg), George de Godzinski (Finlandia), Radivoj Spasić (Jugosławia) i Mario Robbiani (Szwajcaria).

## Wyniki
| Lp. | Kraj            | Język             | Artysta            | Piosenka                          | Miejsce | Punkty |
| --- | --------------- | ----------------- | ------------------ | --------------------------------- | ------- | ------ |
| 1   | Holandia        | niderlandzki      | Conny Van Der Bos  | „'t is genoeg”                    | 11      | 5      |
| 2   | Wielka Brytania | angielski         | Kathy Kirby        | „I Belong”                        | 2       | 26     |
| 3   | Hiszpania       | hiszpański        | Conchita Bautista  | „¡Qué bueno, qué bueno!”          | 15      | 0      |
| 4   | Irlandia        | angielski         | Butch Moore        | „Walking the Streets in the Rain” | 6       | 11     |
| 5   | Niemcy          | niemiecki         | Ulla Wiesner       | „Paradies, wo bist du?”           | 15      | 0      |
| 6   | Austria         | niemiecki         | Udo Jürgens        | „Sag ihr, ich lass' sie grüßen”   | 4       | 16     |
| 7   | Norwegia        | norweski          | Kirsti Sparboe     | „Karusell”                        | 13      | 1      |
| 8   | Belgia          | niderlandzki      | Lize Marke         | „Als het weer lente is”           | 15      | 0      |
| 9   | Monako          | francuski         | Marjorie Noël      | „Va dire à l'amour”               | 9       | 7      |
| 10  | Szwecja         | angielski         | Ingvar Wixell      | „Absent Friend”                   | 10      | 6      |
| 11  | Francja         | francuski         | Guy Mardel         | „N'avoue jamais”                  | 3       | 22     |
| 12  | Portugalia      | portugalski       | Simone de Oliveira | „Sol de inverno”                  | 13      | 1      |
| 13  | Włochy          | włoski            | Bobby Solo         | „Se piangi, se ridi”              | 5       | 15     |
| 14  | Dania           | duński            | Birgit Brüel       | „For din skyld”                   | 7       | 10     |
| 15  | Luksemburg      | francuski         | France Gall        | „Poupée de cire, poupée de son”   | 1       | 32     |
| 16  | Finlandia       | fiński            | Viktor Klimenko    | „Aurinko laskee länteen”          | 15      | 0      |
| 17  | Jugosławia      | serbsko-chorwacki | Vice Vukov         | „Čežnja”                          | 12      | 2      |
| 18  | Szwajcaria      | francuski         | Yovanna            | „Non, à jamais sans toi”          | 8       | 8      |

Tabela punktacyjna
| Holandia                                              | Wielka Brytania | Hiszpania | Irlandia | Niemcy | Austria | Norwegia | Belgia | Monako | Szwecja | Francja | Portugalia | Włochy | Dania | Luksemburg | Finlandia | Jugosławia | Szwajcaria |   |   |
| Uczestnicy konkursu                                   | Holandia        |           | –        | –      | –       | –        | –      | 5      | –       | –       | –          | –      | –     | –          | –         | –          | –          | – | – |
| Uczestnicy konkursu                                   | Wielka Brytania | –         |          | 5      | –       | –        | –      | 1      | 6       | –       | 3          | –      | –     | 1          | 5         | –          | –          | – | 5 |
| Uczestnicy konkursu                                   | Hiszpania       | –         | –        |        | –       | –        | –      | –      | –       | –       | –          | –      | –     | –          | –         | –          | –          | – | – |
| Uczestnicy konkursu                                   | Irlandia        | –         | –        | –      |         | –        | –      | –      | –       | –       | –          | –      | 3     | 5          | –         | –          | –          | 3 | – |
| Uczestnicy konkursu                                   | Niemcy          | –         | –        | –      | –       |          | –      | –      | –       | –       | –          | –      | –     | –          | –         | –          | –          | – | – |
| Uczestnicy konkursu                                   | Austria         | –         | 3        | –      | 5       | –        |        | –      | –       | –       | –          | –      | 5     | 3          | –         | –          | –          | – | – |
| Uczestnicy konkursu                                   | Norwegia        | –         | –        | –      | –       | –        | 1      |        | –       | –       | –          | –      | –     | –          | –         | –          | –          | – | – |
| Uczestnicy konkursu                                   | Belgia          | –         | –        | –      | –       | –        | –      | –      |         | –       | –          | –      | –     | –          | –         | –          | –          | – | – |
| Uczestnicy konkursu                                   | Monako          | –         | 5        | –      | –       | –        | –      | –      | –       |         | –          | –      | –     | –          | –         | –          | –          | 1 | 1 |
| Uczestnicy konkursu                                   | Szwecja         | –         | –        | –      | –       | –        | –      | –      | –       | –       |            | –      | –     | –          | 3         | –          | 3          | – | – |
| Uczestnicy konkursu                                   | Francja         | 1         | –        | 3      | 1       | 3        | –      | –      | –       | 5       | –          |        | –     | –          | –         | 3          | 1          | 5 | – |
| Uczestnicy konkursu                                   | Portugalia      | –         | –        | –      | –       | –        | –      | –      | –       | 1       | –          | –      |       | –          | –         | –          | –          | – | – |
| Uczestnicy konkursu                                   | Włochy          | 3         | 1        | –      | –       | 1        | –      | –      | 3       | 3       | –          | 3      | –     |            | –         | 1          | –          | – | – |
| Uczestnicy konkursu                                   | Dania           | –         | –        | –      | –       | –        | –      | –      | –       | –       | 5          | –      | –     | –          |           | 5          | –          | – | – |
| Uczestnicy konkursu                                   | Luksemburg      | 5         | –        | 1      | 3       | 5        | 5      | 3      | –       | –       | 1          | –      | –     | –          | 1         |            | 5          | – | 3 |
| Uczestnicy konkursu                                   | Finlandia       | –         | –        | –      | –       | –        | –      | –      | –       | –       | –          | –      | –     | –          | –         | –          |            | – | – |
| Uczestnicy konkursu                                   | Jugosławia      | –         | –        | –      | –       | –        | –      | –      | –       | –       | –          | 1      | 1     | –          | –         | –          | –          |   | – |
| Uczestnicy konkursu                                   | Szwajcaria      | –         | –        | –      | –       | –        | 3      | –      | –       | –       | –          | 5      | –     | –          | –         | –          | –          | – |   |
| KRAJE UPORZĄDKOWANE SĄ WEDŁUG KOLEJNOŚCI WYSTĘPOWANIA |                 |           |          |        |         |          |        |        |         |         |            |        |       |            |           |            |            |   |   |

## Międzynarodowi nadawcy i głosowanie
Spis poniżej przedstawia kolejność głosowania poszczególnych krajów w 1965 roku wraz z nazwiskami sekretarzy, którzy przekazywali punkty od swojego państwa. Każdy krajowy nadawca miał również swojego komentatora całego festiwalu, który relacjonował w ojczystym języku przebieg konkursu. Nazwiska każdego z nich również są podane poniżej.
| Lp. | Kraj            | Sekretarz             | Komentator       | Nadawca                   |
| --- | --------------- | --------------------- | ---------------- | ------------------------- |
| 01  | Holandia        | Dick van Bommel       | Teddy Scholten   | Nederland 1               |
| 02  | Wielka Brytania | Michael Aspel         | David Jacobs     | BBC1                      |
| 02  | Wielka Brytania | Michael Aspel         | David Gell       | BBC Light Programme       |
| 03  | Hiszpania       | Pepe Palau            | Federico Gallo   | TVE                       |
| 04  | Irlandia        | Frank Hall            | Bunny Carr       | Telefís Éireann           |
| 04  | Irlandia        | Frank Hall            | Kevin Roche      | Radio Éireann             |
| 05  | Niemcy          | Lia Wöhr              | Hermann Rockmann | ARD Deutsches Fernsehen   |
| 06  | Austria         | Ernst Grissemann      | Emil Kollpacher  | ORF                       |
| 07  | Norwegia        | Sverre Christophersen | Erik Diesen      | NRK/NRK P1                |
| 08  | Belgia          | Nand Baert            | Herman Verelst   | BRT                       |
| 08  | Belgia          | Nand Baert            | Paule Herreman   | RTB                       |
| 09  | Monako          | TBD                   | Pierre Tchernia  | Télé Monte Carlo          |
| 10  | Szwecja         | Edvard Matz           | Berndt Friberg   | Sveriges Radio-TV i SR P1 |
| 11  | Francja         | TBD                   | Pierre Tchernia  | Première Chaîne ORTF      |
| 12  | Portugalia      | Maria Manuela Furtado | Henrique Mendes  | RTP                       |
| 13  | Włochy          | Renato Tagliani       | Renato Tagliani  | Programma Nazionale       |
| 14  | Dania           | Bent Henius           | TBC              | DR TV                     |
| 15  | Luksemburg      | TBC                   | Pierre Tchernia  | Télé-Luxembourg           |
| 16  | Finlandia       | Poppe Berg            | Aarno Walli      | TV-ohjelma 1              |
| 17  | Jugosławia      | TBD                   | Miloje Orlović   | RTV Beograd (JRT)         |
| 17  | Jugosławia      | TBD                   | Mladen Delić     | RTV Zagreb (JRT)          |
| 17  | Jugosławia      | TBD                   | Tomaž Terček     | RTV Ljubljana (JRT)       |
| 18  | Szwajcaria      | Alexandre Burger      | Theodor Haller   | TV DRS                    |
| 18  | Szwajcaria      | Alexandre Burger      | Georges Hardy    | TSR                       |
| 18  | Szwajcaria      | Alexandre Burger      | Giovanni Bertini | TSI                       |